# Volksbank Gronau-Ahaus
Die Volksbank Gronau-Ahaus eG ist eine Genossenschaftsbank mit Sitz in Gronau. Auf der Liste der Genossenschaftsbanken in Deutschland nach Größe steht die Volksbank Gronau-Ahaus auf Platz 57 von 770. Ihr Geschäftsgebiet umfasst den nördlichen Teil des Kreises Borken und die Gemeinde Metelen im Kreis Steinfurt.

## Geschichte
Im September 1901 wurde die Volksbank Gronau auf Initiative des Handwerkervereins von 40 Gründungsmitgliedern gegründet. Erster Vorsitzender des Aufsichtsrates wurde Bäckermeister Engelbert Billich. Zum Vorstand wurden Ortskrankenkassenrendant J. Bremmers, Gastwirt Bernhard Plaßmann und Buchdruckereibesitzer Joh. Schievink ernannt. Die Höhe des Gesellschaftsanteils betrug 5 Goldmark.
1907 veröffentlichte die Volksbank Gronau erstmals ihr Statut in gedruckter Form. Um 1910 erfolgte die Anschaffung des zweiten Tresors. Im Jahr 1920 wurde die zweite Geschäftsstelle im Bremmer Stift, direkt vor der Antoniuskirche an der Neustraße eröffnet.
Die Gronauer Volksbank hatte in den ersten Jahren ihres Bestehens geringe Umsätze, die jedoch im Laufe der Zeit anstiegen. Im Jahre 1913 betrugen die Umsätze bereits 3.785.000 Mark, die Spareinlagen 133.000 Mark. Die Mitgliederzahl war auf 111 gestiegen, und im Jahre 1914 betrug das Geschäftsguthaben 29.278 Mark, der Reservefonds 25.829 Mark. Während des Krieges fiel die Mitgliederzahl auf 70 Personen Ende 1918. In der Hyperinflation der Jahre 1922 und 1923 büßte die Bank nahezu alle Aktiva ein. Die Bilanzsumme des Jahres 1923 betrug 183.636.391.413.000.000 Mark. 1924 wurde ein Reingewinn von 4.324 Mark bei einem Umsatz von 4.572.877 Mark erzielt. Das Stammkapital erreichte in diesem Jahr eine Summe von 10.863 Mark. Obwohl das Vertrauen der Sparer durch die Inflation zerstört war, wurden in diesem Jahr bereits wieder 21.334 Mark an Spareinlagen verbucht. Ende 1925 wies die Bilanz über 60.000 Mark Spareinlagen aus.
1931 bezog die Bank das erste eigene Bankgebäude.
1948 litt die Volksbank Gronau erneut unter der Inflation und der Währungsreform. Nachdem der Abschluss im Juni 1948 inflationsbedingt noch eine Bilanzsumme von 6.357.000 Reichsmark zeigte, wurde der größte Teil der Aktiva im Rahmen der Währungsreform entwertet. Während des Wirtschaftswunders stiegen Umsätze und Erträge jedoch wieder steil an. 1951 hatte die Bank 284 Mitglieder, 1952 erreichte die Bilanzsumme erstmals 1 Million DM. 1964 standen bereits 10 Millionen DM in den Büchern. 1966 lag die Mitgliederzahl bei 1.070.
1972 wurden das neue Hauptstellengebäude im Zentrum der Stadt Gronau sowie die Niederlassung Schöppingen eröffnet. Die Zahl der Mitglieder war auf 5.043 angewachsen. 1974 wurde eine Bilanzsumme von 100 Millionen DM erreicht. 1991 wurde die neue Zentrale an der Ecke Neustraße/Paßweg eingeweiht. 1996 überschritt die Bilanzsumme erstmals eine Milliarde DM.

### Vorstandsvorsitzende/Vorstandssprecher
1906 wurde Anton Philips Leiter der Volksbank und sollte die Funktion bis zu seinem Tod als Soldat im Ersten Weltkrieg am 16. März 1917 behalten. 1923 übernahm Georg Zschetzsching die Leitung der Bank. Nach dessen Tod 1935 wurde 1936 Walter Botschen zum Nachfolger ernannt. 1964 ging Walter Botschen in den Ruhestand, sein Nachfolger wurde Hermann Brügger, der bereits seit 1963 Mitglied des Vorstandes war. Im Jahr 1993 wurde Vorstandsvorsitzender Hermann Brügger nach insgesamt 49-jähriger Tätigkeit bei der Volksbank, davon 30 Jahre als Vorstand, in den Ruhestand verabschiedet. Nachfolger wurde Werner Schmidt, bereits seit 1976 Mitglied des Vorstandes, der dieses Amt bis 2004 innehatte. Dessen Nachfolger – in der Funktion des Vorstandssprechers – war bis zum 30. Dezember 2010 Wilfried Schlimm. Im November 2011 wurde Frank Overkamp zum Vorstandssprecher gewählt und mit Wirkung zum 1. März 2014 zum Vorstandsvorsitzenden berufen. Mit Wirkung zum 11. April 2024 schied er auf eigenen Wunsch aus dem Vorstand aus.

### Fusionen
Die Volksbank Gronau-Ahaus entstand aus einer Vielzahl von Zusammenschlüssen mit benachbarten Genossenschaftsbanken.
- 1971 fusionierte die Volksbank Gronau mit den Spar- und Darlehnskassen Epe (Bilanzsumme 19,1 Millionen DM, gegründet 1894) und Schöppingen-Eggerode (Bilanzsumme 3,7 Millionen DM, gegründet 1889).
- 1990 erfolgte die Fusion mit der Volksbank Alstätte eG (Bilanzsumme 1989: 51,4 Millionen DM).
- 1998 erhielt die Bank nach dem Zusammenschluss mit der Volksbank Ahaus (Bilanzsumme 1997: 470,5 Millionen DM, gegründet 1885) und der Volksbank Legden (Bilanzsumme 1997: 112,9 Millionen DM) ihren heutigen Namen.
- 2002 fusionierte die Bank mit der Volksbank Metelen eG.
- 2004 erfolgte der Zusammenschluss mit der Volksbank Vreden eG (Bilanzsumme 131,5 Millionen  Euro).

Ein weiteres Vorgängerinstitut der Volksbank Gronau-Ahaus ist die 1885 gegründete Spar- und Darlehnskasse Heek, welche am 22. Januar 1886 ihren Geschäftsbetrieb aufnahm und 1969 mit der damaligen Spar- und Darlehnskasse Ahaus, der späteren Volksbank Ahaus, fusionierte.